# Lucietta (isola)
Lucietta o scoglio Blitvenizze (in croato: Blitvenica) è un isolotto della Dalmazia settentrionale in Croazia; si trova nel mare Adriatico a sud-ovest di Zuri e fa parte dell'arcipelago di Sebenico. Amministrativamente appartiene al comune di Sebenico, nella regione di Sebenico e Tenin.
Sull'isolotto c'è un faro alto 21 m, costruito nel 1872.

## Geografia
Lucietta si trova in mare aperto a 5,1 km dalla costa di Zuri; ha una superficie di 0,018 km² uno sviluppo costiero di 0,57 km e un'altezza di 21 m.

### Isole adiacenti
- Sella (Sedlo), isolotto circa 2 M a nord-nord-ovest.
- Cosmerga (Kosmerka), 2,3 km[2] a nord-est, e isolotti adiacenti (Proclandizza, Balcon, Rauna e Petroso).

### Cartografia
- (HR) Mappa topografica della Croazia 1:25000, su preglednik.arkod.hr. URL consultato il 6 luglio 2017.
- G. Giani, Carta prospettiva delle Comuni censuarie della Dalmazia, foglio 6, 1839. Fondo Miscellanea cartografica catastale, Archivio di Stato di Trieste.
- Carta di cabottaggio del mare Adriatico, foglio VII, Milano, Istituto geografico militare, 1822-1824. URL consultato il 17 giugno 2017 (archiviato dall'url originale il 13 aprile 2013).